# Sionisme travailliste
Pour les articles homonymes, voir Sionisme (homonymie).

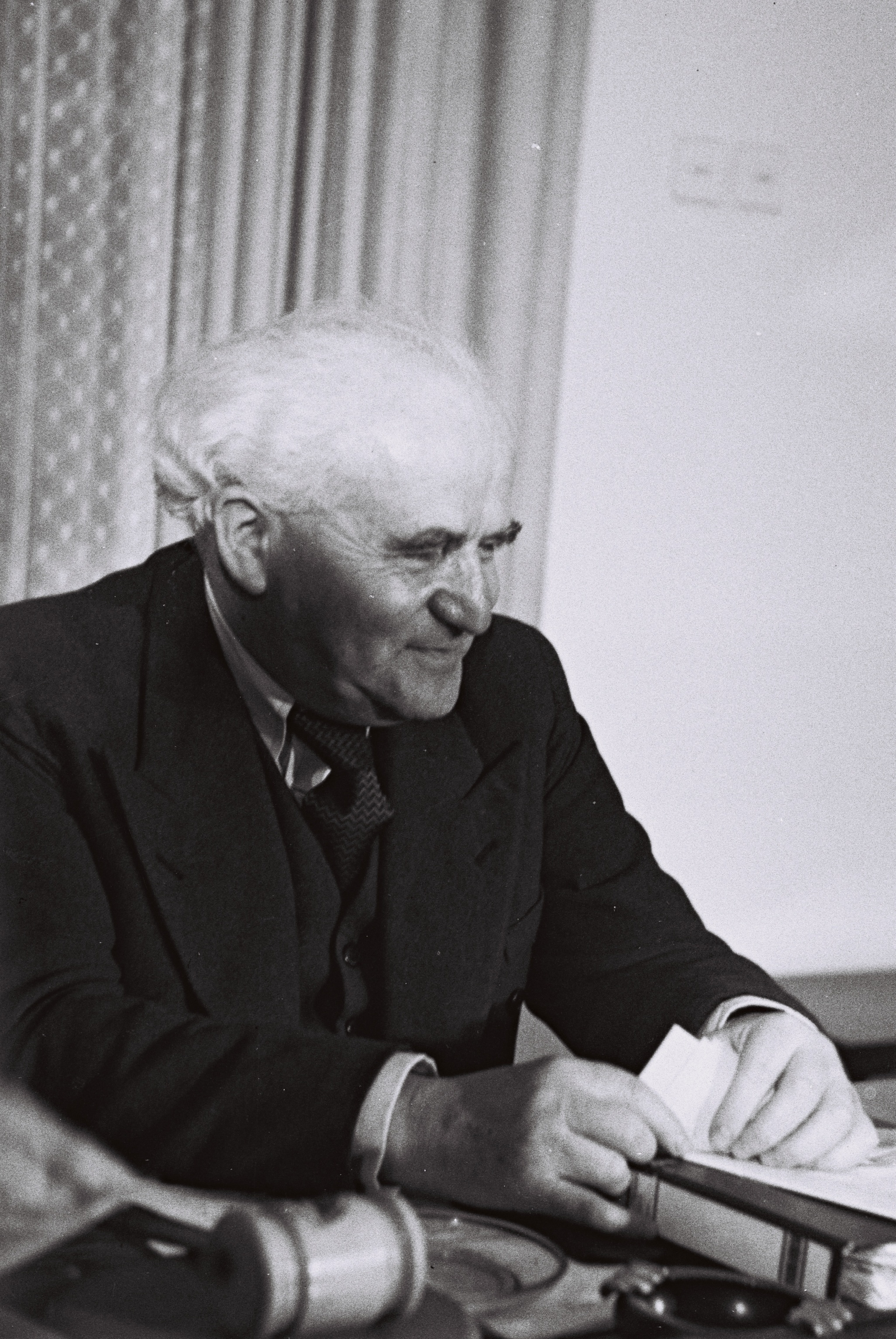
David Ben Gourion, grande personnalité du sionisme travailliste.

Le sionisme travailliste est la principale mouvance de la gauche sioniste. Elle mélange socialisme et sionisme et prônait la création d'un État socialiste juif. Contrairement à la tendance « sioniste politique » fondée par Theodor Herzl et préconisée par Chaim Weizmann, les sionistes travaillistes ne croient pas qu'un État juif serait créé simplement en faisant appel à la communauté internationale ou à une nation puissante, comme le Royaume-Uni, l'Allemagne ou l'Empire ottoman. Au contraire, les sionistes travaillistes estiment qu'un État juif ne peut être créé que grâce aux efforts de la colonisation juive de la classe ouvrière en Palestine et la construction d'un État par la création d'une société juive progressiste de kibboutzim et moshavim rural et un prolétariat juif urbain.
Le sionisme travailliste a grandi en taille et en influence et éclipsé le « sionisme politique » dans les années 1930 au niveau international et dans le mandat britannique de la Palestine où les sionistes travaillistes prédominaient parmi de nombreuses institutions de la communauté juive d'avant l'indépendance Yishouv, en particulier la fédération syndicale connue sous le nom la Histadrout.
Les sionistes travaillistes ont joué un rôle de premier plan dans la guerre israélo-arabe de 1948 et ils étaient prédominants parmi les dirigeants de l'armée israélienne pendant des décennies après la création de l'État d'Israël en 1948. On compte, parmi les principaux théoriciens du mouvement travailliste sioniste, Moses Hess, Nahman Sirkin, Ber Borochov et Aaron David Gordon et des personnalités du mouvement inclus David Ben Gourion, Golda Meir, Albert Einstein, Joseph Trumpeldor et Berl Katznelson. Ce courant d'idée a donné naissance en 1968 à l'actuel Parti travailliste israélien.
En Israël, le sionisme travailliste est devenu presque synonyme de camp de la paix israélien. La quasi-totalité des mouvements sionistes travaillistes prônent la solution de « deux États pour deux peuples » tout en conservant les grands blocs de colonisation israéliennes et en garantissant la sécurité d'Israël.